# Horminum pyrenaicum
L'ormino dei Pirenei (Horminum pyrenaicum L., 1753) è una pianta erbacea della famiglia delle Lamiaceae. È l'unica specie del genere Horminum.

## Etimologia
Il nome generico (Horminum) deriva dal nome greco antico ("ormàò" = io eccito) per una pianta afrodisiaca (forse Salvia horminum sinonimo di Salvia viridis). Il primo botanico in tempi recenti a usare tale nome è stato il botanico francese Joseph Pitton de Tournefort (Aix-en-Provence, 5 giugno 1656 – Parigi, 28 dicembre 1708). L'epiteto specifico (pyrenaicum) indica una provenienza relativa alla catena montuosa dei Pirenei.
Il nome scientifico della specie è stato definito da Linneo (1707 – 1778), conosciuto anche come Carl von Linné, biologo e scrittore svedese considerato il padre della moderna classificazione scientifica degli organismi viventi, nella pubblicazione "Species Plantarum - 2: 596. 1753" del 1753. Nella stessa pubblicazione è stato definito anche il genere.

## Descrizione

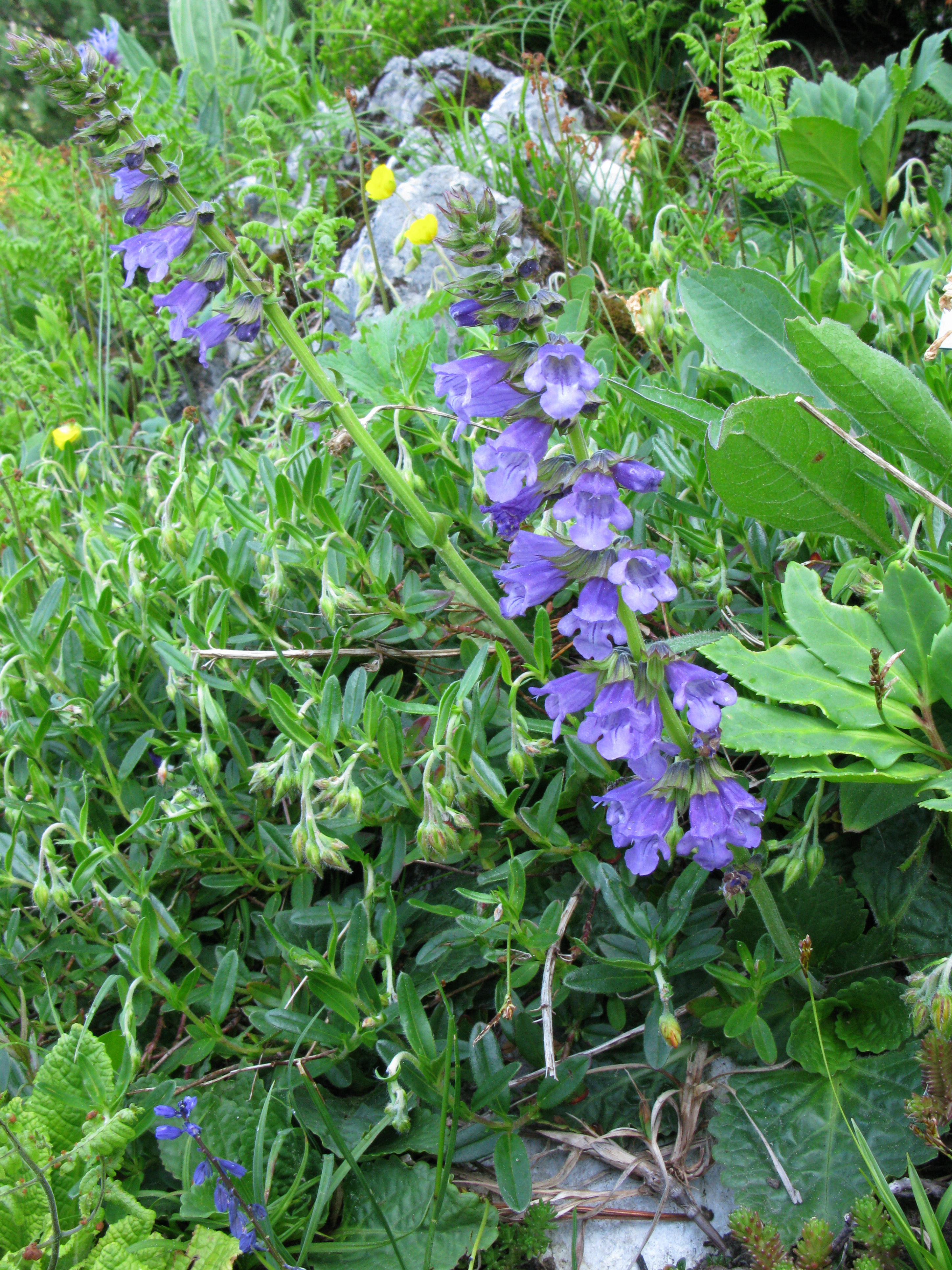
Il portamento

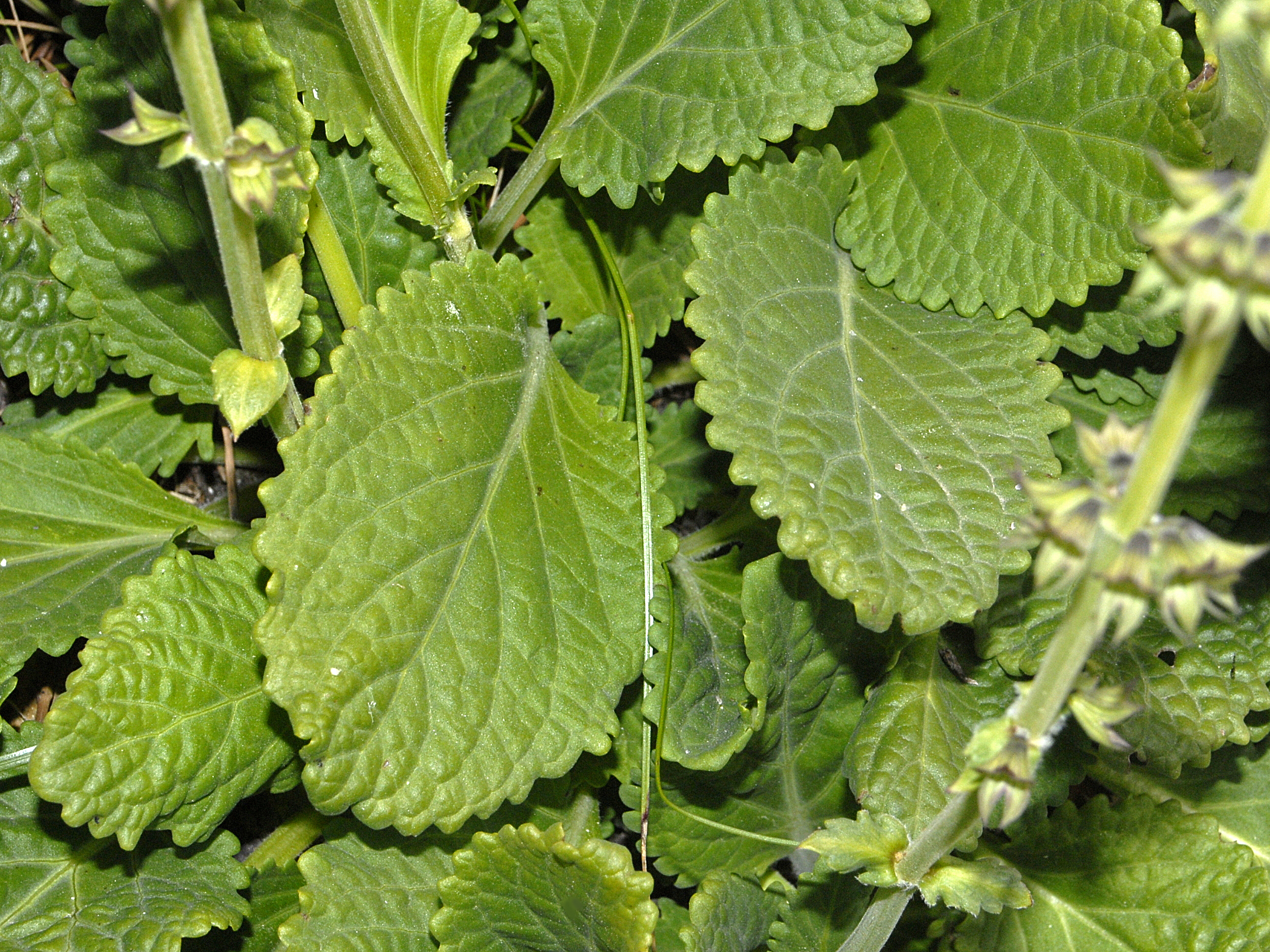
Le foglie

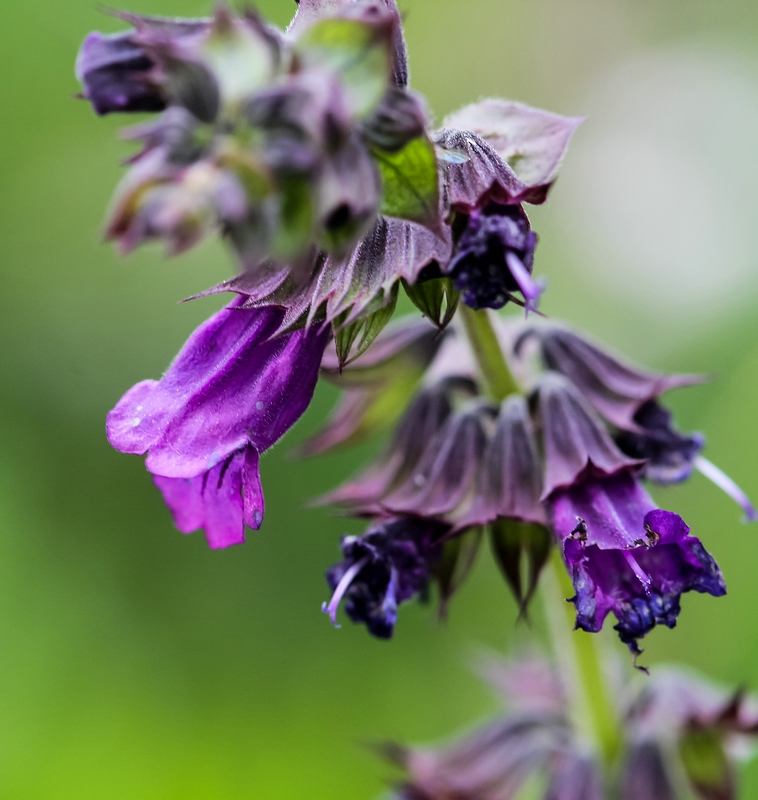
Infiorescenza

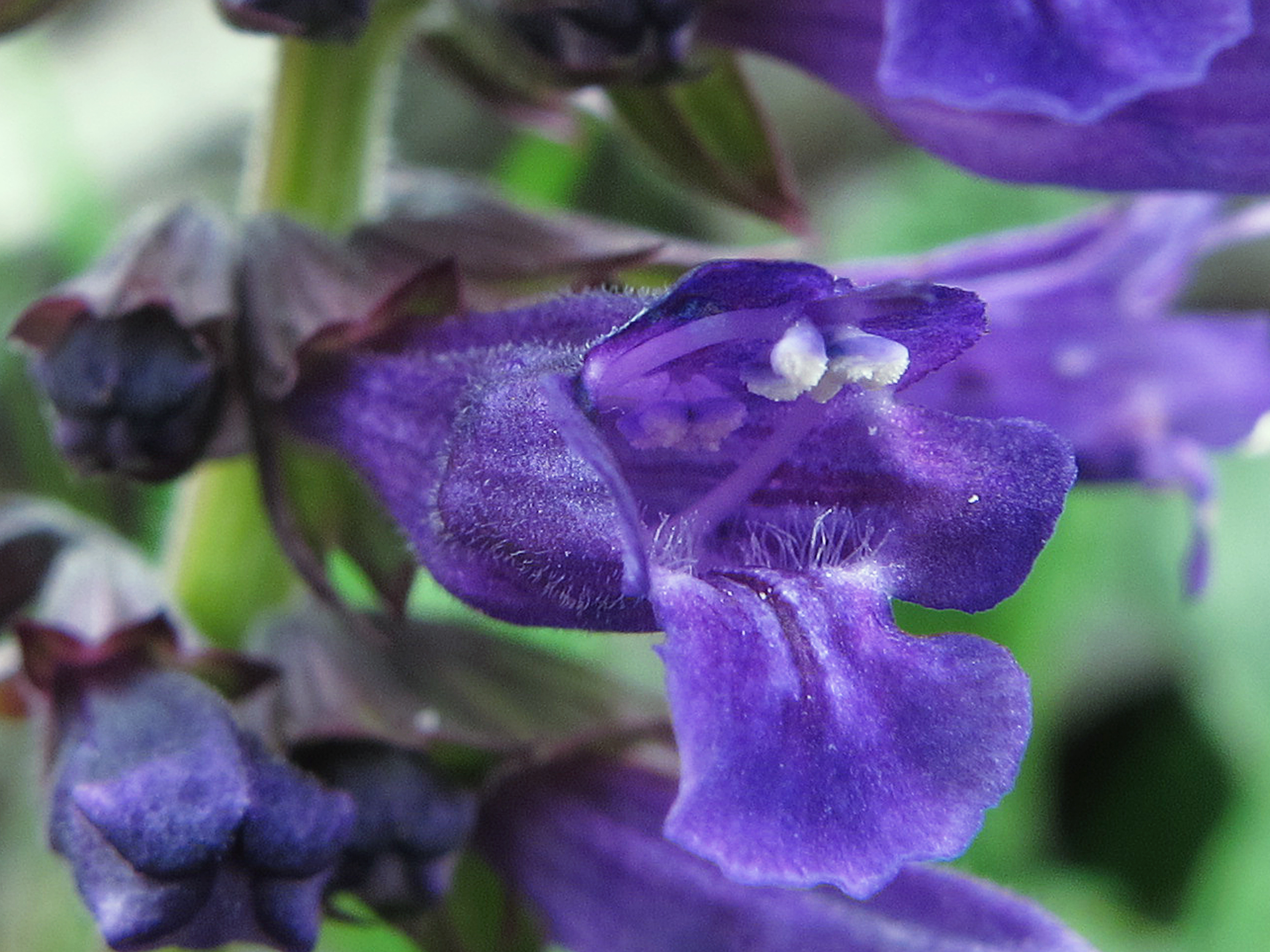
I fiori

Queste piante sono alte da 2 a 4 dm (minimo 10 cm). La forma biologica è emicriptofita rosulata (H ros), ossia in generale sono piante erbacee, a ciclo biologico perenne, con gemme svernanti al livello del suolo e protette dalla lettiera o dalla neve e hanno le foglie disposte a formare una rosetta basale. Tutta la pianta è leggermente pubescente.

### Radici
Le radici sono semplici da un rizoma obliquo.

### Fusto
La parte aerea del fusto è ascendente, semplice e pubescente. La sezione del fusto è quadrangolare a causa della presenza di fasci di collenchima posti nei quattro vertici, mentre le quattro facce sono concave.

### Foglie
Le foglie a disposizione opposta si dividono in basali e cauline. Quelle basali formano una rosetta; sono picciolate ed hanno delle forme spatolate. Il picciolo progressivamente si allarga nella lamina fogliare (picciolo subalato). La lamina è ovata, glabra, lucida nella pagina superiore, mentre quella inferiore è punteggiata e più chiara. Sono presenti 12 - 14 denti per lato. Le foglie cauline, sessili, sono molto ridotte (1 paio) o assenti. Le stipole sono assenti. Lunghezza del picciolo: 3 – 5 cm. Dimensione della lamina: larghezza 4 – 5 cm; lunghezza 5 – 6 cm. 

### Infiorescenza
Le infiorescenze, posizionate nella metà superiore dei fusti, sono dei verticillastri più o meno unilaterali formati da 2 - 6 fiori peduncolati. Sono presenti delle brattee con forme ovali-acuminate ripiegate verso il basso. Lunghezza del peduncolo: 3 mm. Dimensione delle brattee: larghezza 5 mm; lunghezza 8 mm.

### Fiore
I fiori sono ermafroditi tetrameri (4-ciclici), ossia con quattro verticilli (calice – corolla – androceo – gineceo) e pentameri (5-meri: la corolla e il calice - il perianzio - sono a 5 parti). Lunghezza del fiore: 15 – 20 mm.
- Formula fiorale. Per la famiglia di queste piante viene indicata la seguente formula fiorale:

X, K (5), [C (2+3), A 2+2] G (2), (supero), 4 nucule
- Calice: il calice è gamosepalo, subzigomorfo (è lievemente labiato col labbro superiore tridentato e quello inferiore bifido) e pubescente. Il tubo ha la forma più o meno campanulata. La superficie presenta diverse (13) venature irregolari. Il colore è violetto-scuro. Lunghezza del tubo: 6 mm; lunghezza dei denti: 4 mm.

- Corolla: la corolla è gamopetala e zigomorfa (bilabiata). Il tubo è più o meno cilindrico con una rigonfiatura centrale e termina con 4 brevi lobi con struttura 1/3. Il labbro superiore è lievemente rialzato, arrotondato e smarginato; quello inferiore è trilobo con il lobo centrale lievemente smarginato. All'interno alla base del tubo è presente un anello di peli. Il colore è violetto (raramente è bianco o roseo). Lunghezza del tubo: 13 - 16 mm; lunghezza delle labbra: 2 - 4 mm.

- Androceo: l'androceo possiede quattro stami didinami e tutti fertili. I filamenti, con due denti all'apice, sono adnati alla corolla ed emergono vicino alla parte superiore della stessa (i due filamenti posteriori sono più corti). Le antere hanno due teche confluenti. I granuli pollinici sono del tipo tricolpato o esacolpato. Il disco nettario è presente e abbondante.

- Gineceo: l'ovario è supero formato da due carpelli saldati (ovario bicarpellare) ed è 4-loculare per la presenza di falsi setti divisori all'interno dei due carpelli. Lo stilo, inserito alla base dell'ovario (stilo ginobasico), è filiforme con uno stigma subbilobo o appena fesso.

- Fioritura: da (giugno) luglio a agosto (settembre).

### Frutti
Il frutto è uno schizocarpo (tetrachenio o in generale poliachenio) formato da quattro loculi e con diversi semi.

## Riproduzione
- Impollinazione: l'impollinazione avviene tramite insetti tipo ditteri e imenotteri (impollinazione entomogama).[10][15]
- Riproduzione: la fecondazione avviene fondamentalmente tramite l'impollinazione dei fiori (vedi sopra).
- Dispersione: i semi cadendo a terra (dopo essere stati trasportati per alcuni metri dal vento – disseminazione anemocora) sono successivamente dispersi soprattutto da insetti tipo formiche (disseminazione mirmecoria).[16]  I semi hanno una appendice oleosa (elaisomi, sostanze ricche di grassi, proteine e zuccheri) che attrae le formiche durante i loro spostamenti alla ricerca di cibo.[17]

## Distribuzione e habitat

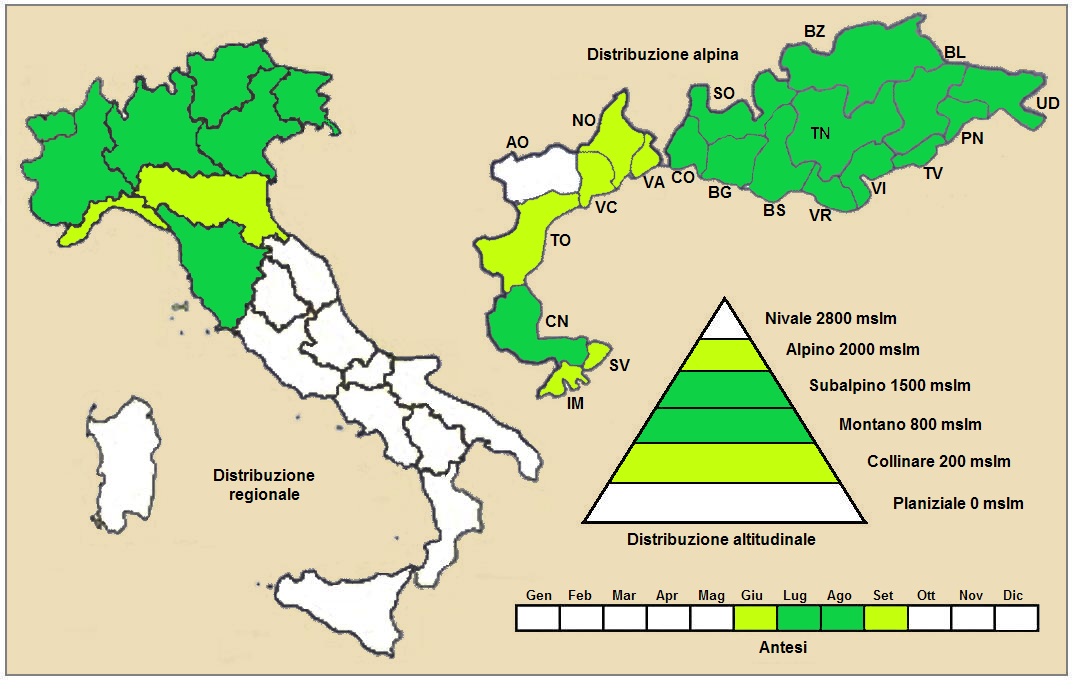
Distribuzione della pianta
(Distribuzione regionale – Distribuzione alpina)

- Geoelemento: il tipo corologico (area di origine) è Orofita - Sud Ovest Europeo.
- Distribuzione: in Italia è una specie comune ma solamente a quote alpine. È comune sulle Alpi Orientali, mentre sulle Alpi Occidentali si trova solo sulle Alpi Marittime. Fuori dall'Italia, sempre nelle Alpi, questa specie si trova in Francia (dipartimento di Savoia), in Svizzera (cantoni Ticino e Grigioni), in Austria (Länder del Tirolo Settentrionale, Tirolo Orientale, Salisburgo e Carinzia). Sugli altri rilievi europei collegati alle Alpi si trova nei Pirenei.[19] Nel resto dell'Europa questa pianta si trova nella parte nord-occidentale della Penisola Balcanica.[20]
- Habitat: l'habitat preferito sono i pascoli aridi alpini e subalpini anche rocciosi. Il substrato preferito è calcareo con pH basico, bassi valori nutrizionali del terreno che deve essere mediamente umido.
- Distribuzione altitudinale: sui rilievi queste piante si possono trovare da 1.500 fino a 2.500 m s.l.m. (raramente scendono sotto i 200 m s.l.m. o salgono sopra i 2.700 m s.l.m.); frequentano quindi i seguenti piani vegetazionali: subalpino e montano e in parte quello alpino e collinare.

### Fitosociologia
Dal punto di vista fitosociologico alpino questa specie appartiene alla seguente comunità vegetale:
- Formazione: Comunità delle praterie rase dei piani subalpino e alpino con dominanza di emicriptofite

- Classe: Elyno – Seslerietea variae.

## Tassonomia
La famiglia di appartenenza della specie (Lamiaceae), molto numerosa con circa 250 generi e quasi 7000 specie, ha il principale centro di differenziazione nel bacino del Mediterraneo e sono piante per lo più xerofile (in Brasile sono presenti anche specie arboree). Per la presenza di sostanze aromatiche, molte specie di questa famiglia sono usate in cucina come condimento, in profumeria, liquoreria e farmacia. La famiglia è suddivisa in 7 sottofamiglie; il genere Horminum è descritto all'interno della sottotribù Prunellinae appartenente alla sottofamiglia Nepetoideae (tribù Mentheae).

Il numero cromosomico di H. pyrenaicum è: 2n = 12.

## Sinonimi
Il genere di questa voce ha avuto nel tempo diverse nomenclature. L'elenco seguente indica alcuni tra i sinonimi più frequenti:
- Pasina Adans.

La specie di questa voce ha avuto nel tempo diverse nomenclature. L'elenco seguente indica alcuni tra i sinonimi più frequenti:
- Melissa pyrenaica (L.) Scop.
- Pasina pyrenaea  (L.) Bubani
- Thymus horminum  E. H. L. Krause

## Usi (Giardinaggio)
Attualmente questa pianta viene impiegata solamente nella formazione di giardini rocciosi. L'Horminum è nominato nella prima edizione del 1798 del "Hortus Kewensis", un catalogo delle piante coltivate nel giardino reale botanico di Kew.

## Altre notizie
L'ormino pirenaico in altre lingue è chiamato nei seguenti modi:
- (DE)  Drachenmaul
- (FR)  Hormin des Pyrénées
- (EN)  Pyrenean Dead-nettle